# Exoristoides blattarius
Exoristoides blattarius är en tvåvingeart som beskrevs av O'hara 2002. Exoristoides blattarius ingår i släktet Exoristoides och familjen parasitflugor. Inga underarter finns listade i Catalogue of Life.